# Distance over Time
A Distance Over Time a Dream Theater tizennegyedik stúdióalbuma, amely 2019. február 22-én jelent meg az InsideOut Music kiadó gondozásában. Az együttes célja az volt, hogy az előző lemezükhöz, a 2016-os The Astonishing-hoz viszonyítva keményebb albumot készítsenek.  Az első dal, az "Untethered Angel" 2018. december 7-én jelent meg. A "Fall into the Light" című dal 2019. január 11-én jelent meg, míg 2019. február 8-án megjelent egy harmadik dal is, a "Paralyzed". Az "Untethered Angel" és a "Paralyzed" dalokhoz videóklipet is készítettek. Az album Németországban és Svájcban is a lemezeladási lista első helyét szerezte meg. Angliában a 12., míg az amerikai Billboard 200-as listán a 24. hely volt a Distance Over Time legjobb pozíciója.
Az album turnéján az új dalok mellett, a 20. évforduló alkalmából a Metropolis Pt. 2: Scenes from a Memory album is terítékre kerül.

## Az album dalai
Az összes szám szerzője John Petrucci, John Myung, Jordan Rudess és Mike Mangini.
| 1.    | Untethered Angel    | Petrucci        | 6:14 |
| 2.    | Paralyzed           | Petrucci        | 4:17 |
| 3.    | Fall into the Light | Myung, Petrucci | 7:04 |
| 4.    | Barstool Warrior    | Petrucci        | 6:43 |
| 5.    | Room 137            | Mangini         | 4:23 |
| 6.    | S2N                 | Petrucci, Myung | 6:21 |
| 7.    | At Wit's End        | LaBrie          | 9:20 |
| 8.    | Out of Reach        | LaBrie          | 4:04 |
| 9.    | Pale Blue Dot       | Petrucci        | 8:25 |
| 56:57 |                     |                 |      |

| Bónusz dal | Bónusz dal | Bónusz dal | Bónusz dal | Bónusz dal | Bónusz dal | Bónusz dal | Bónusz dal | Bónusz dal | Bónusz dal |
|            | Cím        | Dalszöveg  | Hossz      |            |            |            |            |            |            |
| ---------- | ---------- | ---------- | ---------- | ---------- | ---------- | ---------- | ---------- | ---------- | ---------- |
| 10.        | Viper King | LaBrie     | 4:00       |            |            |            |            |            |            |
| 60:57      |            |            |            |            |            |            |            |            |            |

## Közreműködők
Dream Theater
- James LaBrie - ének
- John Petrucci - gitár
- John Myung - basszusgitár
- Jordan Rudess - billentyűk
- Mike Mangini - dob

Produkciós munkatársak
- James "Jimmy T" Meslin – felvételek
- Richard Chycki – ének felvételek, további vokális produkciók
- Ben Grosse – keverés
- Tom Baker – maszterizálás
- Hugh Syme – borító, további illusztrációk
- Mark Maryanovich – fotó